# Coupe d'Europe des vainqueurs de coupe féminine de handball 1997-1998
Navigation
Coupe des coupes 1996-1997 Coupe des coupes 1998-1999
La Coupe d'Europe des vainqueurs de coupe féminine de handball 1997-1998 est la 22e édition de la Coupe d'Europe des vainqueurs de coupe féminine de handball, compétition de handball créée en 1976 et organisée par l'EHF.

## Formule
La Coupe des Vainqueurs de Coupe est également appelée C2. Il est d’usage que les vainqueurs des coupes nationales respectives y participent. L’ensemble des rencontres se dispute en matches aller-retour, y compris la finale. 

## Résultats

### Quarts de finale
| Date Aller      | Club                   | Aller   | Total   | Retour  | Club              | Date Retour     |
| --------------- | ---------------------- | ------- | ------- | ------- | ----------------- | --------------- |
| 27 février 1998 | Automobilist Brovary   | 25 - 35 | 48 - 64 | 23 - 29 | Borussia Dortmund | 1er mars 1998   |
| 21 février 1998 | ŽORK Napredak Kruševac | 24 - 23 | 46 - 49 | 22 - 26 | Kraš Zagreb       | 28 février 1998 |
| 22 février 1998 | Silcotub Zalău         | 26 - 13 | 40 - 35 | 14 - 22 | KSK Luch Moscou   | 1er mars 1998   |
| 21 février 1998 | Kuban Krasnodar        | 24 - 19 | 43 - 47 | 19 - 28 | Bækkelagets SK    | 1er mars 1998   |

### Demi-finales
| Date Aller   | Club           | Aller   | Total   | Retour  | Club              | Date Retour   |
| ------------ | -------------- | ------- | ------- | ------- | ----------------- | ------------- |
| 5 avril 1998 | Kraš Zagreb    | 32 - 24 | 53 - 51 | 21 - 27 | Borussia Dortmund | 12 avril 1998 |
| 5 avril 1998 | Silcotub Zalău | 22 - 27 | 39 - 39 | 17 - 32 | Bækkelagets SK    | 12 avril 1998 |

### Finale
| Date Aller | Club        | Aller   | Total   | Retour  | Club           | Date Retour |
| ---------- | ----------- | ------- | ------- | ------- | -------------- | ----------- |
| 9 mai 1998 | Kraš Zagreb | 23 - 23 | 40 - 51 | 17 - 28 | Bækkelagets SK | 16 mai 1998 |

## Les championnes d'Europe
| Championne d'Europe des vainqueurs de coupe 1997-1998 Bækkelagets SK 1er titre |